# Jin Yuandi
Jin Yuandi of Sima Rui was de eerste keizer van de Oostelijke Jin-dynastie (317-420) van 318 tot 323. 

## Levensloop
Sima Rui werd geboren in 276 en was prins van Langya.
Tijdens de Oorlog van de Acht Prinsen werd hij aangesteld als gouverneur/commandant van de Oostelijk Wu en vestigde zich in Jianye.
Keizer Liu Cong van de Vroegere Zhao veroverde in 313 de hoofdstad van Jin, Luoyang en vermoordde keizer Jin Huaidi. In 316 veroverde hij Chang'an en vermoordde zijn opvolger Jin Mindi.
Sima Rui werd door zijn entourage uitgeroepen tot nieuwe keizer. Sima Rui was een zwak heerser en at uit de handen van zijn raadgever Wang Dao. Na verloop van tijd kwam hij in onmin met de neef van Wang Dao,  de bekwame generaal Wang Dun. Na het zoveelste conflict viel Wang Dun in 322 de hoofdstad aan, Sima Rui bond in en Wang Dun trok zich terug.
Een jaar later stierf Sima Rui, hij werd opgevolgd door  zijn zoon Jin Mingdi.